# Fanny Posvite
Fanny Estelle Posvite (Limoges, 27 de mayo de 1992) es una deportista francesa que compite en judo.
Ganó una medalla de bronce en el Campeonato Mundial de Judo de 2015 y tres medallas de bronce en el Campeonato Europeo de Judo entre los años 2016 y 2025.

## Palmarés internacional
| Campeonato Mundial | Campeonato Mundial     | Campeonato Mundial | Campeonato Mundial |
| Año                | Lugar                  | Medalla            | Categoría          |
| ------------------ | ---------------------- | ------------------ | ------------------ |
| 2015               | Astaná (Kazajistán)    | Medalla de bronce  | –70 kg             |
| Campeonato Europeo |                        |                    |                    |
| Año                | Lugar                  | Medalla            | Categoría          |
| 2016               | Kazán (Rusia)          | Medalla de bronce  | –70 kg             |
| 2021               | Lisboa (Portugal)      | Medalla de bronce  | –78 kg             |
| 2025               | Podgorica (Montenegro) | Medalla de bronce  | –78 kg             |